# Go On
Go On – amerykański serial telewizyjny nadawany przez stację NBC od 8 sierpnia 2012 roku. Stworzony przez Scotta Silveri. W Polsce nadawany w usłudze nSeriale od 18 września 2012 roku. Od 11 kwietnia 2013 roku serial jest także emitowany na kanale Canal+ Film.

## Opis fabuły
Ryan King (Matthew Perry), dziennikarz sportowy, który po śmierci żony w wypadku samochodowym, zostaje zmuszony przez swojego szefa do uczestnictwa w grupie wsparcia, by poradzić sobie z bólem po stracie. Mimo że początkowo nie wierzy w słuszność terapii, szybko uświadamia sobie, że może mu ona wyjść na dobre.

## Obsada

### Główne
- Matthew Perry jako Ryan King; dziennikarz sportowy dołącza do grupy wsparcia by poradzić sobie ze śmiercią żony.
- Laura Benanti jako Lauren Schneider; liderka grupy wsparcia.
- Julie White jako Anne; pani adwokat, straciła swoją wieloletnią partnerkę.
- Suzy Nakamura jako Yolanda; członkiem grupy wsparcia, stara pogodzić się z rozstaniem rodziców.
- Tyler James Williams jako Owen; członek grupy wsparcia, jego brat jest w śpiączce po wypadku na nartach.
- Brett Gelman jako Mr K; tajemniczy członek grupy, pozostali boją się zapytać go jaki ma problem.
- Khary Payton jako Don (jedynie pilot); członek grupy wsparcia, którego żona zostawiła go po tym jak zbankrutował.
- John Cho jako Steven; szef Ryana, który zmusza go do szukania porady.

### Role drugoplanowe
- Bill Cobbs jako George; członek, który ma problemy zdrowotne.
- Christine Woods jako Janie; zmarła żona Ryana, pojawia się w jego retrospekcjach.
- Allison Miller jako Carrie; asystentka Ryana
- Tonita Castro jako Fausta
- Seth Morris jako Danny
- Hayes MacArthur jako Wyatt
- Piper Perabo jako Simone
- Terrell Owens

## Spis odcinków
| Sezon | Sezon | Odcinki | Oryginalna emisja | Oryginalna emisja | Oryginalna emisja | Oryginalna emisja | Oryginalna emisja |
| Sezon | Sezon | Odcinki | Premiera sezonu   | Finał sezonu      | Premiera sezonu   | Finał sezonu      |                   |
| ----- | ----- | ------- | ----------------- | ----------------- | ----------------- | ----------------- | ----------------- |
|       | 1     | 22      | 8 sierpnia 2012   | 11 kwietnia 2013  | 18 września 2012  | brak danych       |                   |

### Sezon 1 (2012-13)
| #  | Tytuł                                | Reżyseria            | Scenariusz                                        | Premiera             | Premiera             |
| -- | ------------------------------------ | -------------------- | ------------------------------------------------- | -------------------- | -------------------- |
| 1  | Pilot                                | Todd Holland         | Scott Silveri                                     | 8 sierpnia 2012      | 18 września 2012     |
| 2  | He Got Game, She Got Cats            | Andy Ackerman        | Lesley Wake Webster                               | 11 września 2012     | 25 września 2012     |
| 3  | There's No 'Ryan' In Team            | Todd Holland         | Scott Silveri                                     | 18 września 2012     | 2 października 2012  |
| 4  | Bench-Clearing Bawl                  | Jamie Babbit         | Liz Brixius                                       | 25 września 2012     | 9 października 2012  |
| 5  | Do You Believe in Ghosts...Yes!      | Michael Engler       | Mathew Harawitz                                   | 2 października 2012  | 16 października 2012 |
| 6  | Big League Chew                      | Millicent Shelton    | Dennis McNicholas                                 | 9 października 2012  | 23 października 2012 |
| 7  | Any Given Birthday                   | Kevin Dowling        | Jon Pollack, Scott Silveri                        | 23 października 2012 | 6 listopada 2012     |
| 8  | Videogame, Set, Match                | Todd Holland         | Lesley Wake Webster                               | 13 listopada 2012    | 27 listopada 2012    |
| 9  | Dinner Takes All                     | Ken Whittingham      | Liz Brixius, Lesley Wake Webster                  | 20 listopada 2012    | 4 grudnia 2012       |
| 10 | Back, Back, Back... It's Gone        | Todd Holland         | Dennis McNicholas                                 | 27 listopada 2012    | 11 grudnia 2012      |
| 11 | The World Ain't Over 'Till It's Over | Kevin Dowling        | Seth Raab, Nicholas Darrow, Mathew Harawitz       | 4 grudnia 2012       | 18 grudnia 2012      |
| 12 | Win at All Costas                    | Michael Lehmann      | Mathew Harawitz, Seth Raab, Nicholas Darrow       | 8 stycznia 2013      | 30 stycznia 2013     |
| 13 | Gooooaaaallll Doll!                  | Todd Holland         | Lesley Wake Webster                               | 15 stycznia 2013     | 5 lutego 2013        |
| 14 | Comeback Player of the Year          | Eric Appel           | Jon Pollack, Scott Silveri                        | 22 stycznia 2013     | 12 lutego 2013       |
| 15 | Pass Interference                    | Jamie Babbit         | Mathew Harawitz, Lesley Wake Webster              | 29 stycznia 2013     | 19 lutego 2013       |
| 16 | Go Deep                              | Linda Mendoza        | Mathew Harawitz, Lesley Wake Webster              | 19 lutego 2013       | 12 marca 2013        |
| 17 | Ring and a Miss                      | Todd Holland         | Bill Callahan, Dennis McNicholas                  | 26 lutego 2013       | 19 marca 2013        |
| 18 | Double Down                          | Michael Lehmann      | Seth Raab, Nicholas Darrow                        | 5 marca 2013         | 26 marca 2013        |
| 19 | Go For The Gold Watch                | Todd Holland         | Dennis McNicholas, Bill Callahan, Mathew Harawitz | 19 marca 2013        | 9 kwietnia 2013      |
| 20 | Matchup Problems                     | Beth McCarthy-Miller | Bill Callahan, Jon Pollack, Scott Silveri         | 26 marca 2013        | 16 kwietnia 2013     |
| 21 | Fast Breakup                         | Eric Appel           | Lesley Wake Webster, Matthew Harawitz             | 4 kwietnia 2013      | nieemitowany         |
| 22 | Urn-ed Run                           | Linda Mendoza        | Bill Callahan, Jon Pollack, Scott Silveri         | 11 kwietnia 2013     | nieemitowany         |